# Battlefield Earth (film)
Battlefield Earth är en amerikansk film från år 2000, regisserad av Roger Christian och baserad på L. Ron Hubbards bok Kampen om jorden.

## Bakgrund
Filmen hade varit ett drömprojekt för John Travolta alltsedan L. Ron Hubbards litterära förlaga givits ut 1982. När filmen väl blev av var han för gammal för att spela hjälten Jonnie Goodboy Tyler, och han spelar istället skurken Terl. Jonnie spelas av Barry Pepper. Travolta var även en av filmens producenter.

## Handling
Filmen täcker endast handlingen i första halvan av boken och är inte särskilt trogen sin förlaga.

## Mottagande
Filmen fick i stort sett uteslutande dålig kritik och anses av många vara en av de sämsta storfilmer som någonsin gjorts. Filmen vann sju Razzie Awards år 2001, bland annat som Sämsta film, och år 2005 fick den ett specialpris som Sämsta drama under de 25 år priset funnits.
Eftersom filmen bara täcker halva bokens handling var en uppföljare planerad, men denna blev aldrig av eftersom filmen floppade. Finansiären Intertainment stämde produktionsbolaget Franchise Pictures för bedrägeri. Franchise hade redovisat en budget på $31 miljoner mer än den verkliga budgeten. Franchise blev dömda att betala skadestånd på $121,7 miljoner och gick därefter i konkurs.

## Skådespelare (urval)
- John Travolta – Terl
- Barry Pepper – Jonnie Goodboy Tyler
- Forest Whitaker – Ker
- Kim Coates – Carlo
- Sabine Karsenti – Chrissy
- Michael Byrne – Parson Staffer
- Christian Tessier – Mickey
- Sylvain Landry – Sammy
- Richard Tyson – den vilde skogsmannen
- Travoltas fru Kelly Preston syns i en liten biroll som "Chirk"